# 행복한 오후 그대와 함께
행복한 오후 그대와 함께는 KBS춘천 음악FM에서 평일 오후 4시부터 오후 5시까지 방송했던 가요전문 라디오 프로그램이다.
2015년 1월 1일에 첫방송을 시작해 2018년 12월 14일 방송을 마지막으로 3년만에 폐지되었다.